# ITAE
Das ITAE-Kriterium (engl.: integral of time-multiplied absolute value of error) ist ein Kriterium aus der Regelungstechnik, das einen Kennwert für die Regelgüte liefert.
Zur Beurteilung der Güte des Regelverhaltens insbesondere komplexen sicherheitsrelevanten Regelungen werden zumeist Normen angewandt. Gebräuchlich sind die L1-Norm, die L2-Norm (Energieinhalt) und die Maximumsnorm {\displaystyle ||G||_{\infty }:=\sup \left|G(j\omega )\right|} (Maximum der gesamten Funktion). Weit verbreitet ist auch die mittlere Leistung {\displaystyle pow} insbesondere bei periodischen Signalen wie zum Beispiel der {\displaystyle \sin }. Diese stehen in verschiedenen Abhängigkeiten die oft bei der Beurteilung eines Prozesses helfen. Das vorliegende Verfahren beruht auf der L1-Norm.
Berechnet wird das ITAE-Kriterium durch folgendes Integral:
{\displaystyle I=\int _{0}^{\infty }|e|\cdot t\cdot \mathrm {d} t}
Mit {\displaystyle e} als Regelabweichung und {\displaystyle t} als Zeit.
Je kleiner der Wert {\displaystyle I} wird, desto besser ist die Regelung.
Da bei bleibender Regelabweichung {\displaystyle e(\infty )} die resultierende Fläche einen unendlich großen Wert erhalten würde, wird häufig das Integral über die Differenz {\displaystyle \left[e(t)-e(\infty )\right]} gebildet:
{\displaystyle Q_{\mathrm {ITAE} }=\int _{0}^{\infty }|e(t)-e(\infty )|\cdot t\cdot \mathrm {d} t}
Durch diesen Kennwert kann die Güte der Regelung im Rahmen der Zeitverzögerung durch den Regelvorgang selbst bestimmt werden. Je schneller die Regelbefehle umgesetzt werden, desto kleiner ist der Kennwert. Dabei wird die sogenannte Betragsregelfläche mit der Zeitvariablen multipliziert. Damit wird die Regelgüte nicht nur vom Anfangsteil der Sprungantwort bestimmt, sondern die kleinen Amplituden im Zeitverlauf werden stärker berücksichtigt.